# ウラジロエノキ
ウラジロエノキ Trema orientalis (L.) Blume は、アサ科（ニレ科）の樹木。エノキにはさほど似ていない。成長が早く、アジアの熱帯域におけるパイオニア植物の一つ。

## 特徴
常緑高木、時に小高木。日本では小木だが熱帯では大木になる。樹皮は灰白色で滑らか。よく分枝し、枝は横に伸びる傾向が強い。若枝は灰白色の短毛を密生するが、後になくなる。皮目は横に長く出る。葉は二列互生し、細長い枝に密生して付くために対生、あるいは羽状複葉にも見える。
葉は長さ8-10mmの葉柄があり、葉身は長さ5-12cm、幅2-6cm、卵状長楕円形で先端は長く尾状に伸びて尖り、基部は浅い心形にくぼみ、左右は不対称。葉質は厚手で、表面には短い毛が多くてざらつき、縁には細かな鋸歯がある。葉脈は主脈と基部で分かれる二脈の合わせて3脈がよく目立ち、ほかに側脈は4-5あり、それらは表ではくぼみ、裏では隆起して目立つ。葉裏には伏せた毛が密生して白く見える。托葉は披針形で長さ4mm、すぐに脱落する。
春から夏に葉腋から集散花序を出し、多数の小さな花をつける。花序の長さは1.5-3cm。花は単性または雑居性で、柄はなくて径約3mm。核果は卵球形で径3-4mm、無毛で黒く熟す。

## 分布
日本では屋久島、種子島以南の琉球列島に見られる。国外では台湾、中国南部、東南アジア、インド、マレーシア、オーストラリアにまで分布する。また、アフリカにおいてもセネガルやスーダンから南アフリカ共和国の旧ケープ州にかけての降雨量の多い、2200メートルまでの場所で見られる。

## 生育環境
成長が早くて日当たりのいい場所を好み、林縁や攪乱を受けた場所によく出現する。特に路傍、開墾後、焼け跡、伐採跡によく出現し、痩せ地での生育がとても良好。
先駆植物的な性格が強く、東南アジアの照葉樹林帯の焼き畑後にいち早く出現する樹種の一つに挙げられる。

## 分類
エノキと同じくアサ科に属するが、属は異なる。同属のものは熱帯域を中心に20種以上があるが、日本にはもう一種、キリエノキ（コバフンギ） T. cannabina だけがある。本種ほど大きくならない小高木で、葉質は薄く、裏が白くならない。また果実は黄色から赤に熟する。

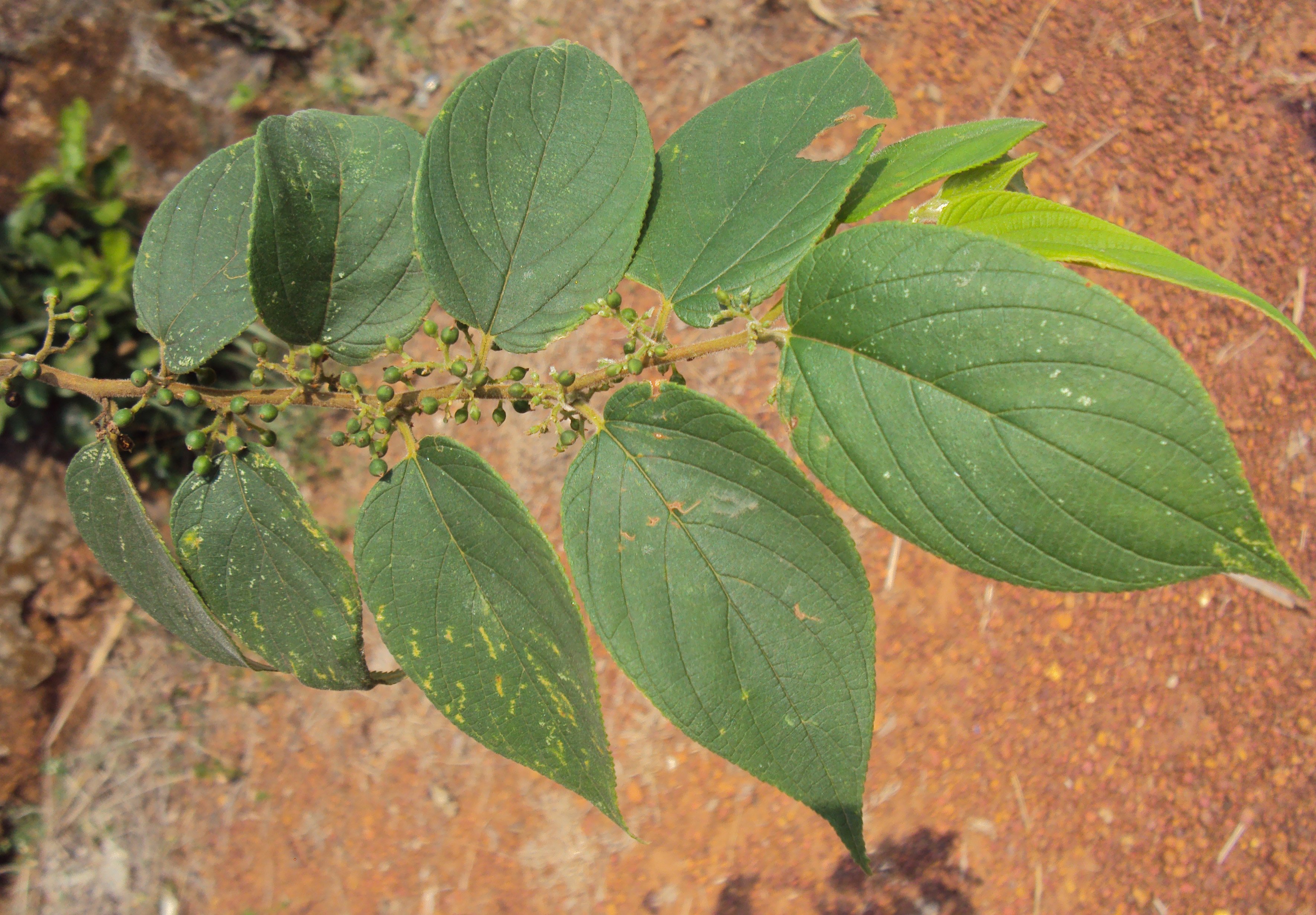
果実をつけた枝・表
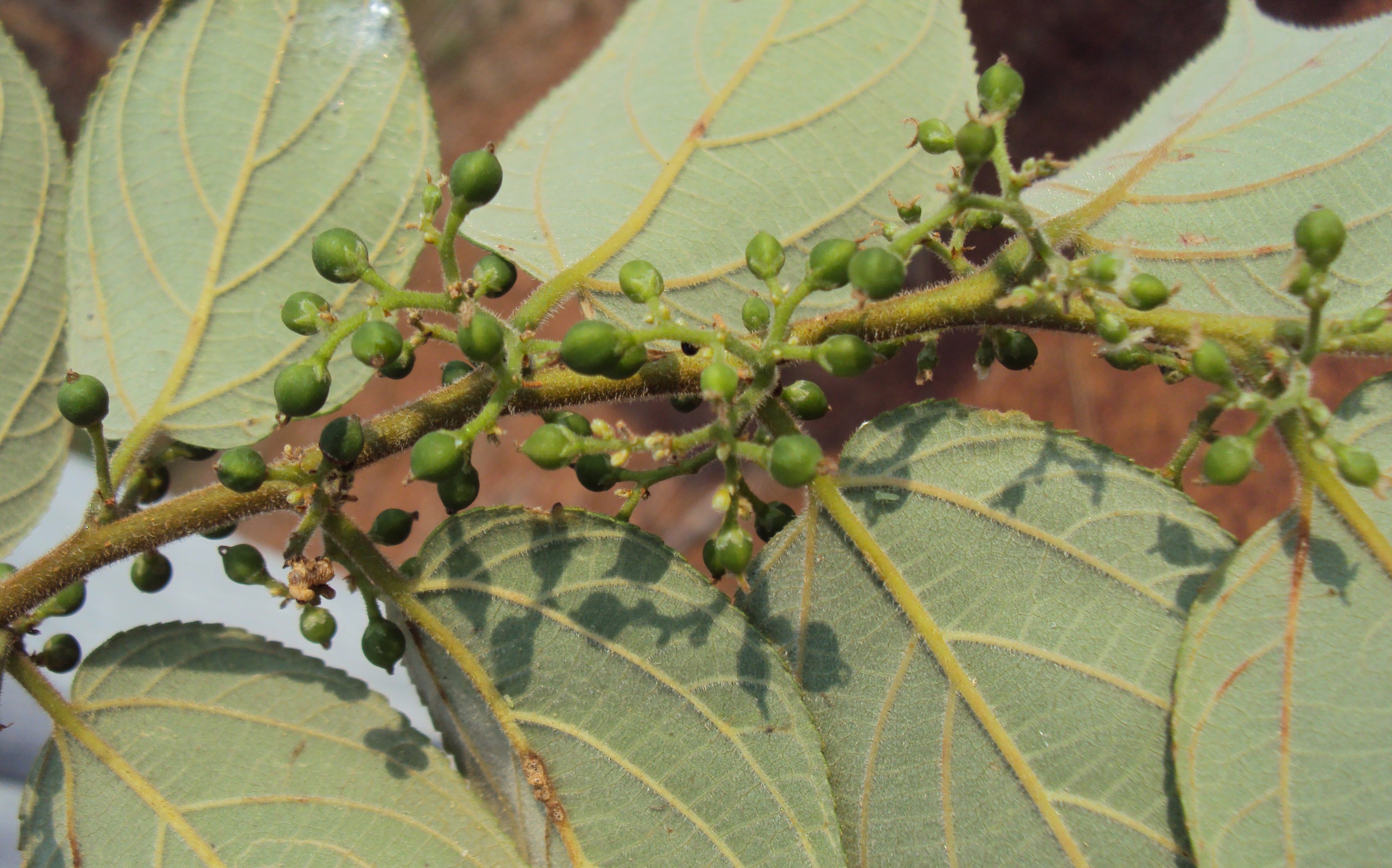
果実をつけた枝・裏面
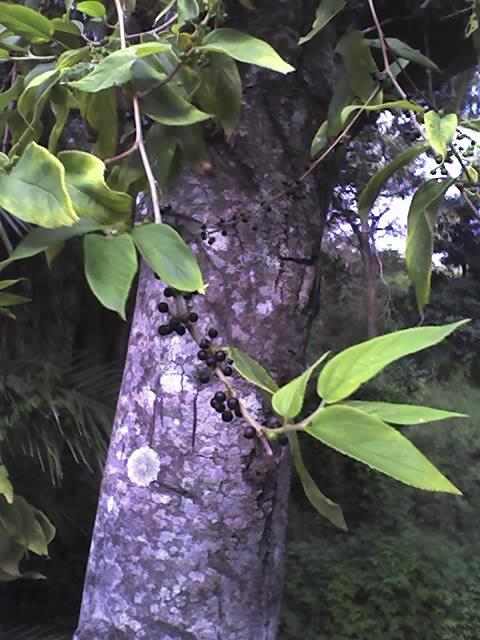
熟した果実

## 利用
材は柔らかくて器具や建材に使われる。成長が早くて10-20年で利用でき、下駄材としてはキリに次ぐ。樹皮からはタンニンが取れるほか、その繊維から紙が作られる。
成長が早いことから護岸用に植栽されることもある。
ケニア南部のキクユ人も家の柱、特に垂木として、また燃料として用いたり、根を咳止めの目的で噛んだりしていた。ニエリ県においてもやはり根の煎じ汁を喘息に対して用いるとの報告がある。

## 諸言語における呼称
- 英語: charcoal tree[7], Indian charcoal tree[1], gunpowder tree[7], Indian nettle[1], Oriental nettle[1], pigeon wood[1], poison peach[1]

ケニア:
- キクユ語: mũhethu（モヘズ）[12][11]